# Fridrich Karel Schwarzbursko-Rudolstadtský
Fridrich Karel Schwarzbursko-Rudolstadtský (7. června 1736, Rudolstadt – 13. dubna 1793, tamtéž) byl kníže ze Schwarzburgu-Rudolstadtu.

## Život
Narodil se 7. června 1736 v Rudolstadtu jako syn prince Ludvíka Günthera II. Schwarzbursko-Rudolstadtského a Žofie Henrietty Reuss-Untergreizské. Jako dítě začal se svou přírodovědnou sbírkou, která se později dostala do Přírodovědného muzea v Rudolstadtu. Roku 1757 vytvořil knížecí přírodovědnou sbírku na zámku Ludwigsburg. Sbírka byla později rozšířena a v 19. století zabírala sedm místností zámku. Roku 1919 byla sbírka přemístěna do zámku Heidecksburg.
Dopisoval si s mnohými vědci, jako byl např. Johann Heinrich Merck, Johann August Ephraim Goeze, Friedrich Heinrich Wilhelm Martini, Johann Samuel Schröter či Johann Ernst Immanuel Walch.
Roku 1792 nechal v Rudolstadtu vystavět divadlo. To bylo slavnostně otevřeno několik týdnů po jeho smrti. Později se z něj vyvinulo Durynské státní divadlo.
Zemřel 13. dubna 1793.

## Manželství a potomci
Roku 1763 se oženil s princeznou Frederikou Žofií Schwarzbursko-Rudolstadtskou. Měli spolu šest dětí:
- princezna Frederika (1765–1767)
- princ Ludvík Fridrich (1767-1807)
- princezna Henrietta (1770–1783)
- princ Karel Günther (1771–1825)
  - ⚭ princezna Luisa Ulrika Hesensko-Homburská
- princezna Karolína (1774–1854)
  - ⚭ princ Günther Fridrich Karel I. Schwarzbursko-Sondershausenský
- princezna Luisa 1775-1808
  - ⚭ lankrabě Arnošt Konstantin Hesensko-Philippsthalský

Roku 1780 se oženil s princeznou Luisou Frederikou Sasko-Gothajsko-Altenburskou.